# Bremer River (vattendrag i Australien, Queensland)
Bremer River är ett vattendrag i Australien. Det ligger i delstaten Queensland, omkring 34 kilometer sydväst om delstatshuvudstaden Brisbane.
I omgivningarna runt Bremer River växer huvudsakligen savannskog. Runt Bremer River är det tätbefolkat, med 356 invånare per kvadratkilometer. Genomsnittlig årsnederbörd är 1 252 millimeter. Den regnigaste månaden är januari, med i genomsnitt 248 mm nederbörd, och den torraste är oktober, med 34 mm nederbörd.